# Tivadar Alconiere
Tivadar Alconiere (ur. 1797 w Mattersburgu, zm. 1865 w Wiedniu) – austro-węgierski malarz żydowskiego pochodzenia, konwertyta, bonifrater.

## Życiorys
Tivadar Alconiere urodził się w Mattersburgu w 1797 roku jako Cohn Hermann, syn żydowskiego kupca. W 1812 roku wyjechał do Wiednia, gdzie rozpoczął studia w szkole malarskiej. W Wiedniu nawrócił się na katolicyzm i przyjął chrzest. Zmienił nazwisko na Alconiere.
W 1830 roku wyruszył na pielgrzymkę do Rzymu, gdzie zamieszkał na 13 lat, studiując sztukę i malarstwo. W latach 40. XIX wieku wyjechał na Węgry. Osiadł w Budapeszcie. Malował panoramy miejskie, m.in. Székesfehérváru, Papy oraz Pesztu.
W połowie lat 50. wrócił do Wiednia, gdzie wstąpił do bonifratrów.
Zmarł w Wiedniu w 1865 roku w wieku 68 lat.